# コンジアム
『コンジアム』（原題：곤지암）は、2018年制作の韓国のホラー映画。
2012年にCNNの「世界七大禁断の地」のひとつに選出された、“韓国最恐の心霊スポット”といわれる京畿道広州市に実在する昆池岩（コンジアム）精神病院跡を舞台にしたホラー映画。
今年3月に韓国で封切られた際、同日公開された『レディ・プレイヤー1』を抑えてその週の興行成績1位を獲得。公開15日間で観客動員数256万員を突破し、『箪笥』に次ぐ韓国ホラー映画歴代2位を記録した。

## あらすじ
大勢の患者が不可解な死を遂げ、院長が失踪もしくは自殺したとされ、閉鎖後に幽霊の目撃情報などの恐ろしい噂が絶えないコンジアム精神病院跡に潜入した7人の若者が怪奇現象に襲われていく様を、ドキュメンタリー調のPOV（主観映像）で描く。
戦時中、旧日本軍により拷問や処刑の目的で施設は建てられ、戦後も「コンジアム精神病院」として開院したが、大勢の患者が謎の死を遂げ院長も突如失踪、その後も不可解な出来事が多発したため、呪われた病院として廃院となった。
ある夜、肝試しにビデオカメラを回しながら病院を訪れた少年二人は、開けたら死ぬと噂された402号室をこじ開けようとし、何処からともなく聞こえた卓球玉の音を最後に映像が途絶えて行方不明になった。
時が経って現在、YouTubeで恐怖動画を配信する人気チャンネル「ホラータイムズ」主宰者のハジュンは、一般からの参加者を募り、自身は屋外で動画をチェックしながら指示を出し、スタッフ6人が病院内を探索し、最終的に402号室に辿り着く形でコンジアム精神病院への潜入ライブ配信を計画する。元々霊の存在を全く信じていないハジュンは視聴者数100万人を目標にするべく事前に病院を訪れて細工した演出も功を奏し、視聴者数は順調に伸びていく。
しかし院長室で演出のために行った降霊の儀式を境にハジュンの想定を超えた怪奇現象が続発、隊員たちは地獄の迷宮と化した病院の中で恐怖と絶望を味わうのであった。

## キャスト
| 俳優（役名）                     | 日本語吹替 |
| -------------------------------- | ---------- |
| ウィ・ハジュン                   | 平川大輔   |
| パク・ジヒョン                   | 下田屋有依 |
| オ・アヨン                       | 阿部彬名   |
| ムン・イェウォン（シャーロット） | 水瀬郁     |
| パク・ソンフン                   | 加藤ルイ   |
| ユ・ジェユン                     | 塩見宗真   |
| イ・スンウク                     | 雨澤祐貴   |